# Burnsideův problém
Burnsideův problém je jeden z nejstarších a nejslavnějších problémů z teorie grup. V základní podobě byl formulován roku 1902 Williamem Burnsidem. Později byl zobecněn a ačkoli mnohé speciální případy tohoto problému již byly vyřešeny, v plné obecnosti zůstává i v současnosti (květen 2007) jedním z otevřených problémů.

## Obecný Burnsideův problém

### Formulace
Nechť G je grupa. Množina {\displaystyle X\subseteq G} se nazývá množinou generátorů G, lze-li každý prvek G vyjádřit jako konečný součin prvků z X a jejich inverzí (tj. prvků tvaru {\displaystyle x^{-1}} pro {\displaystyle x\in X}). Grupa se nazývá konečně generovaná, má-li konečnou množinu generátorů.
Grupa G se nazývá periodická (také torzní) pokud ke každému {\displaystyle g\in G} existuje n, že {\displaystyle g^{n}=1}.
Obecný Burnsideův problém lze formulovat následujícím způsobem:
Nechť G je konečně generovaná periodická grupa. Musí pak G být konečná?

### Řešení
Řešení obecného Burnsideova problému je negativní. V roce 1964 sestrojili Golod a Šafarevič příklad nekonečné periodické konečně generované grupy (jejich grupa byla dokonce p-grupou).

## Burnsideův problém

### Formulace
Burnsideův problém je upřesněním obecného Burnsideova problému. Zní následovně:
Nechť je dáno přirozené n a grupa G konečně generovaná a splňující {\displaystyle g^{n}=1} pro všechny své prvky g. Musí pak G být konečná?

### Částečná řešení
Roku 1968 Adian a Novikov ukázali, že pro každé liché n > 4381 je odpověď negativní. Zajímavou třídou protipříkladů jsou takzvaná Tarského monstra pocházející z roku 1982. V plné obecnosti zůstává problém dodnes nevyřešen.

## Omezený Burnsideův problém

### Formulace
Omezený Burnsideův problém byl položen v roce 1930. Lze ho formulovat takto:
Existuje jen konečně mnoho (neizomorfních) konečných grup generovaných r prvky a splňujících {\displaystyle g^{n}=1} pro všechna {\displaystyle g\in G}, kde r a n jsou daná přirozená čísla?

### Řešení
Kladnou odpověď na tento problém podal roku 1991 Zelmanov. Za toto řešení obdržel roku 1994 Fieldsovu medaili. Zelmanovovo řešení používá teorii Lieových algeber.